# مارگوس هرنیتس
مارگوس هرنیتس (استونیایی: Margus Hernits؛ زادهٔ ۲ اکتبر ۱۹۷۶) اسکیت‌باز نمایشی اهل استونی است. وی در بازی‌های المپیک زمستانی ۱۹۹۸ و ۲۰۰۲ شرکت کرده است.